# 161e escadrille de chasse polonaise
La 161e escadrille de chasse polonaise est une unité de l'armée de l'air polonaise de l'entre-deux-guerres.

## Historique
Elle est constituée en automne 1937 à Lwów. Son premier commandant est le lieutenant (porucznik) Tadeusz Jeziorowski. Équipée d'une dizaine de PZL P.11, elle prend part à la campagne de Pologne au sein de l'Armée Łódź.

## Victoires aériennes
| Date       | Pilote                                                                                      | Appareil(s) abattu(s) |
| ---------- | ------------------------------------------------------------------------------------------- | --------------------- |
| 02/09/1939 | sous-lieutenant (podporucznik) Jan Dzwonek, aspirant (podchorąży) Edward Kramarski          | Hs 126                |
| 02/09/1939 | sous-lieutenant Tadeusz Koc, sous-lieutenant Kazimierz Rębalski, aspirant Andrej Malarowski | Ju 86                 |
| 02/09/1939 | sous-lieutenant Tadeusz Koc                                                                 | 1/2 Me 110            |
| 02/09/1939 | sous-lieutenant Jan Dzwonek                                                                 | Me 110 endommagé      |
| 03/09/1939 | caporal-chef (plutonowy) Franciszek Prętkiewicz                                             | He 45                 |
| 03/09/1939 | sous-lieutenant Marian Trzebiński                                                           | Do 17                 |
| 06/09/1939 | caporal-chef Franciszek Prętkiewicz                                                         | 1/2 He 111            |
| 06/09/1939 | caporal-chef Franciszek Prętkiewicz                                                         | 1/3 He 111 endommagé  |
| 16/09/1939 | sous-lieutenant Tadeusz Koc                                                                 | R-5                   |
| 16/09/1939 | caporal Feliks Gmur                                                                         | He 111 endommagé      |